# ТЭЦ Бендзин
ТЭЦ Бендзин – теплоэлектроцентраль на юге Польши неподалеку от города Катовице.
В 1916 году на площадке в Бендзине ввели в эксплуатацию два паровых котла и турбину мощностью 5 МВт. Поскольку объект сразу был спроектирован на мощность 10 МВт, через два года добавили еще одну турбину с таким же показателем, как у первой. В межвоенный период станцию усилили до уровня в 23,5 МВт, а в период немецкой оккупации здесь смонтировали четвертый котел Wiesner и турбину Skoda мощностью 17,2 МВт.
В 1975 и 1978 годах станцию модернизировали, установив два новых паровых котла ОР-140 производства компании Rafako (Рацибуж), которые питают теплофикационную турбину 13UKK80 электрической и тепловой мощностью 81,5 МВт и 161,5 МВт соответственно.
Для покрытия пиковых нагрузок в теплосистеме в 1974 году установили угольный водогрейный котел Rafako WP-70 мощностью 80 МВт, а в 1978–1979 годах его дополнили двумя котлами Rafako WP-120 мощностью по 140 МВт, что довело номинальную тепловую мощность станции до 521 МВт (фактическая не могла превышать 414,5 МВт из-за гидравлических ограничений со стороны теплосети, которые не позволяют котлам WP-120 работать одновременно с полной нагрузкой).